# Station Moulsecoomb
Moulsecoomb is een spoorwegstation van National Rail in Moulsecoomb, Brighton and Hove in Engeland. Het station is eigendom van Network Rail en wordt beheerd door Southern. Het station is geopend in 1980.